# Megalitgrav

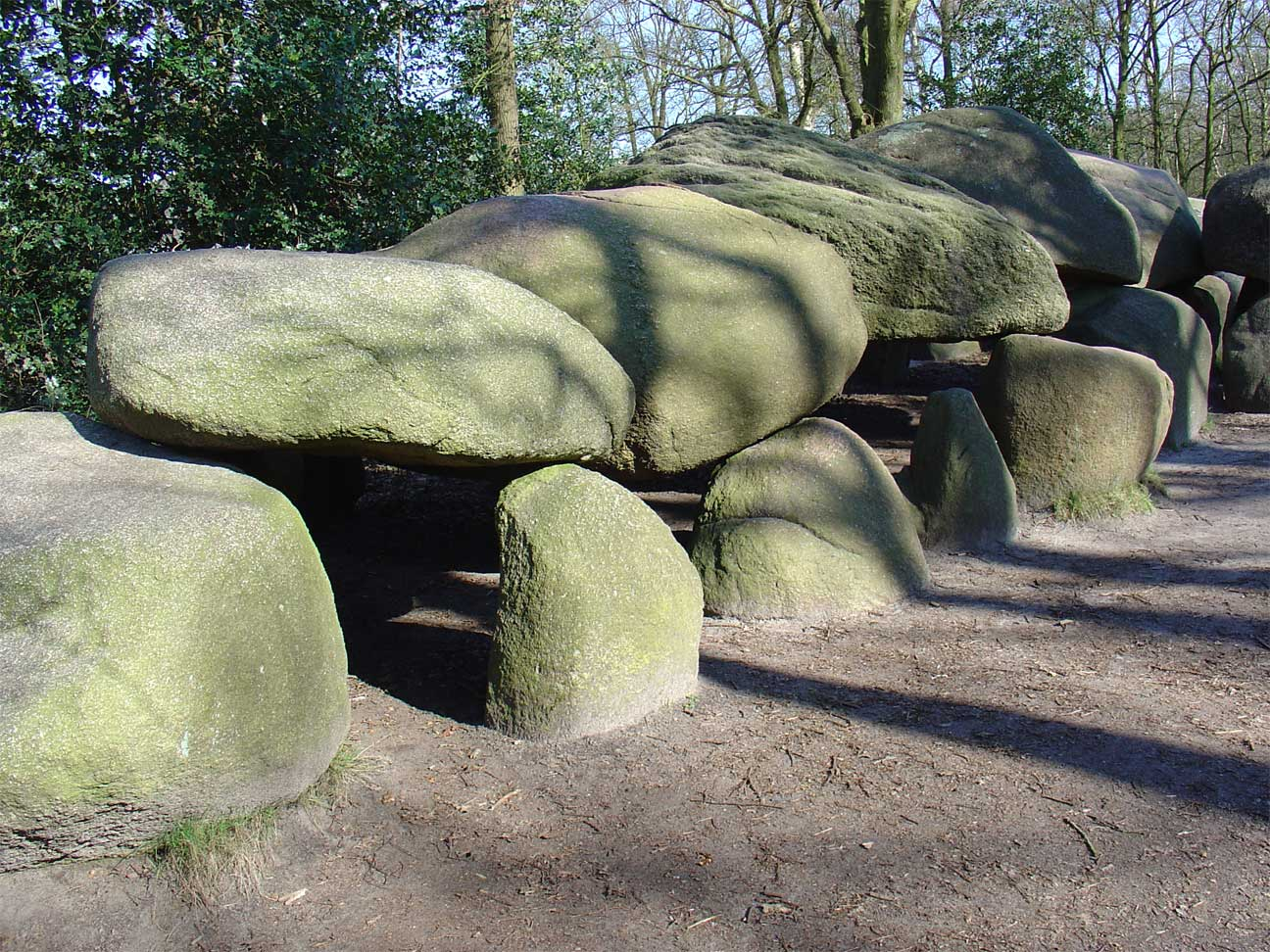
Nederländernas största megalitgrav nära Borger.

Megalitgravar (av grekiska mega, stor, och lithos, sten) eller storstensgravar är en serie typer som i Sverige endast anläggs under en period i slutet av stenåldern, från c:a 3600-2900 f.Kr., men i enstaka andra länder i Europa ända till början av bronsåldern runt 1500 f.Kr., vilket beror på att man i dessa områden även inräknar efterföljande typer av stenkammargravar som ofta var betydligt enklare än sina föregångare. De äldsta megalitgravarna i Europa byggdes i Bretagne runt 4800 f.Kr.
Många typer av megalitgravar kallas dolmen utomlands, på samma sätt som även dösar kallas dolmen på engelska. Däremot är det inte korrekt att översätta begreppet dolmen med ordet dös, eftersom även sådana megalitgravar som starkt påminner om gånggrifter och hällkistor kan kallas dolmen.
Ett närstående begrepp är megaliter, som underförstått avser megalitiska monument vilket kan syfta på vilka forntida monument som helst, vari ingår en enda eller flera stora stenar.

## Utbredning i Europa
Megalitgravar finns utmed Västeuropas atlantkust och i norra Europa. För tiden fram till 2900 f.Kr. finns de främst i Sverige, Danmark, Norge, Tyskland, Polen, Nederländerna, England, Wales, Irland, Skottland, Kanalöarna, Frankrike, Spanien och Portugal, samt eventuellt i Schweiz. Dessutom kan man i viss mån jämföra dem med såväl de megalitiska templen på Malta som mastaba och pyramider i Egypten.
Fram till c:a 2900 f.Kr. hade det byggts minst 17000 megalitgravar i norra och västra Europa, varav mer än hälften i Danmark och Portugal.
Megalitiska gravar och monument finns även runt om i västra medelhavsområdet, men dessa är något yngre och i regel relativt små och enkla i konstruktionen. Vissa påtagliga likheter finns även mellan megalitgravarna i västra Europa och de äldre pyramiderna samt mastabagravarna som var pyramidernas föregångare.
På Krim och i Kaukasus förekommer liknande megalitiska monument, vars innehåll har antagits vara från äldre järnålder. Konstruktionsmässigt står de dock nära de stenkammargravar som förekommer i delar av Europa från bondestenålderns slut. Vissa likheter i gravskick finns också i andra nomadiska folk i Ryssland, till exempel Kurgan-folket. Dessa kan naturligtvis, liksom döslika megalitgravar i Korea och Japan från senare tider, ha uppkommit utan samband med gravarna i västra Europa.

## Konstruktionsdetaljer
En megalitgrav har alltid en stenbyggd kammare, ofta av markfasta och resta stenar men för några få typer kan kammaren vara byggd av enbart eller delvis av kallmurade väggar. Taket består i regel av ett eller flera större stenblock, men i en del fall kan väggarna övergå i en kallmurad välvd kupol. De allra flesta typerna har en öppning samt ofta ett förrum eller en gång in till kammaren. Inte sällan är kammaren omgiven av en jordhög eller ett stenröse, vars omfattning kan variera kraftigt. I samband med sekundär användning var det inte heller ovanligt att högen byggdes på. Trots den relativt enkla konstruktionen kan man urskilja ett flertal detaljer i konstruktionen som ofta återkommer inom vissa typer. Hit hör för svensk del exempelvis kallmur mellan väggstenar, tröskelsten och karmsten i gången, skiljeväggar och sektionsindelningar i kammaren och nyckelsten vid kammaröppningen.
De största enskilda stenblocken inom respektive land brukar väga minst 25 ton, men några exempel i Frankrike och Irland visar att man även hanterade stenblock på 90 ton. Vid tiden runt 3000-2500 f.Kr. byggdes en megalitgrav i södra Spanien med stenblock vars vikter är upp mot 300 ton per styck.

## Tecken på en gemensam kultur?
Spridningen av traditionen att bygga megalitgravar längs norra och västra Europas kustområden, där det dock finns stora och bördiga områden som är helt utan megalitgravar, antyder att det kan ha funnits ett kontaktnät och en kommunikation mellan folk med snarlika kulturer. Detta medförde en fortsatt kontakt som gav upphov till spridning av nya konstruktionsdetaljer i och runt megalitgravarna. Övriga föremål, smycken och redskap från denna tid kan både bekräfta att det förekom långväga kontakter, samtidigt som det finns avsevärda skillnader mellan de samtida kulturerna i Europa.
Det finns olika typer av megalitgravar, vilka förknippas med särskilda tidsepoker eller kulturer i Europa. De är för Skandinaviens del dösar (runt 3600-3350 f.Kr.) och gånggrifter (runt 3350-2900 f.Kr.) samt enligt somliga även hällkistor (runt 2400-1500 f.Kr.). Alla tre typerna är stenkammargravar, men på grund av hällkistornas sena datering och att de inte är utvecklade direkt från gånggrifterna är det praktiskt att ha olika begrepp för dem. Utomlands finns ett flertal olika typer, som räknas till gruppen megalitgravar och de har en större tidsmässig spridning, med start redan runt 4800 f.Kr. De typer som förekommer i Danmark, Tyskland och delvis Nederländerna påminner om de svenska, medan typer från andra delar av Europa har större skillnader.

## Utbredning i Sverige
Spridningen av megalitgravarna i Sverige är ojämn och berör främst Västkusten och Skånes kustområde samt Falbygden i Västergötland. Enstaka förekomster finns också i Värmland, Östergötland, Öland och Gotland. Dösar finns för Sveriges del främst i södra och västra Sverige. De ingår i den äldre delen av trattbägarkulturen, som dock har en betydligt större utbredning i södra Skandinavien än vad dösarna har, varför de exempelvis saknas vid trattbägarboplatser i mellansverige. De är således inte jämnt spridda över det område som man vet var befolkat vid den tiden. Gånggrifterna ingår i den yngre delen av trattbägarkulturen, har ungefär samma spridning som dösarna i Bohuslän, Halland och Skåne men med tillägg av Falbygden i centrala Västergötland.
Den stora koncentrationen av gånggrifter på Falbygden, det vill säga trakten omkring staden Falköping, är anmärkningsvärd. Området har 127 säkra gånggrifter samt 77 osäkra men sannolika gånggrifter, vilket ger summan 204 stycken. Falbygdens gånggrifter utgör knappt hälften av Sveriges megalitgravar (om man med megalitgravar endast avser dösar och gånggrifter).
Megalitgravar förekommer oftast enbart i specifika områden, både i Sverige och utomlands, som inte alls sammanfaller med den aktuella kulturens hela utbredning utan bara en del av den. Detta visar att det inte går att dra generella slutsatser om kulturen enbart utifrån gravskicket. En förklaring till att megalitgravar inte finns spridda över hela den del av Sverige som man vet var bebodd vid den tiden, är att det var en särskild tradition som inte anammats överallt eller behövdes på andra ställen, samt att det endast var en liten grupp i samhället som hade den sociala rättigheten att bygga och bruka dem.
Hösten 2004 påbörjades ett arkeologiskt projekt på Öland för att försöka utröna skillnaderna mellan några av de kulturer man identifierat med avseende bland annat på gravskick.